# Neowerdermannia vorwerkii
Neowerdermannia vorwerkii, conocida como achakana o achacana es una especie de cactus originario de  Bolivia y norte de Argentina.

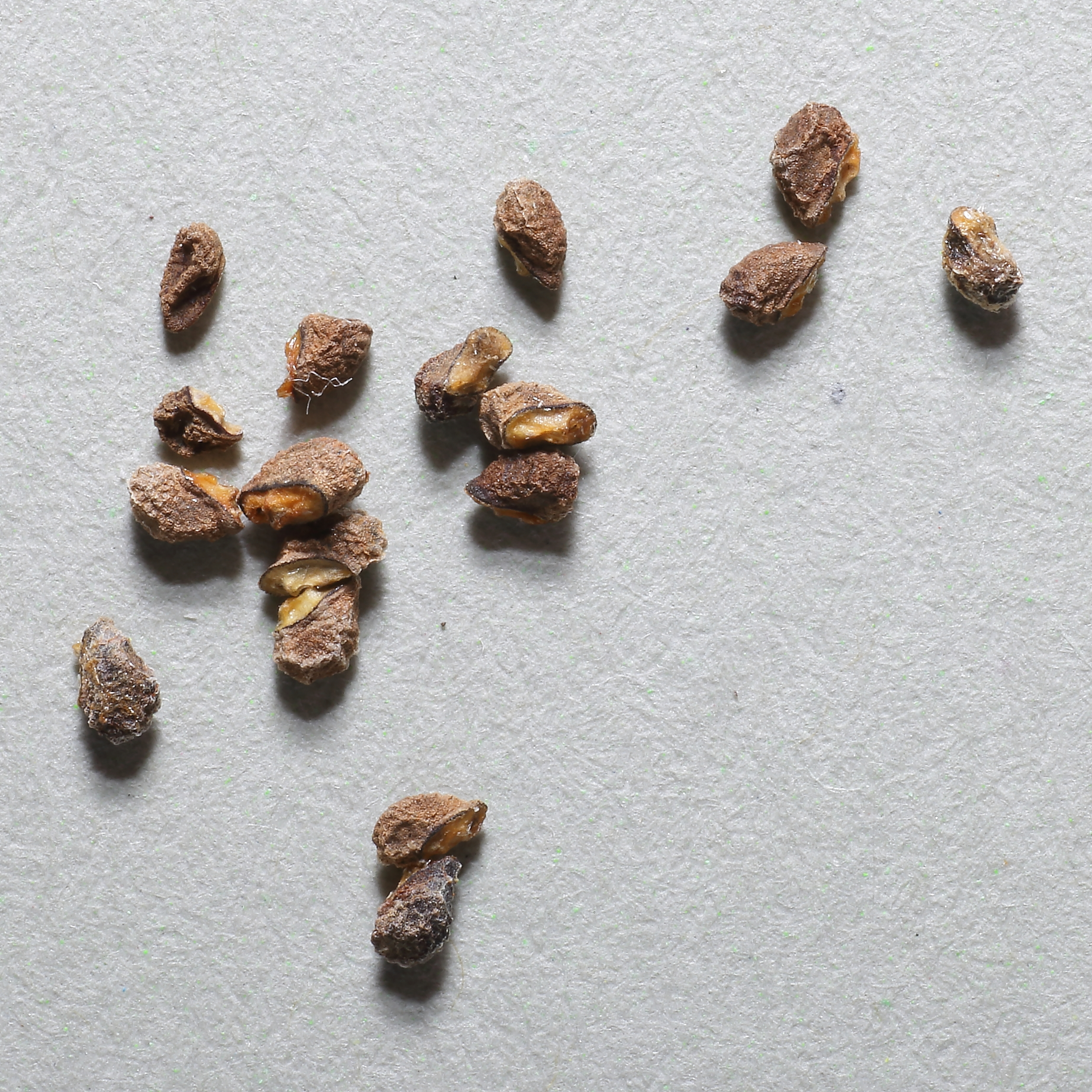
Semillas

## Descripción
Neowerdermannia vorwerkii crece con un tallo esférico deprimido, de color oscuro gris-verde de 6-10 cm de diámetro. Con 16 o más costillas, tres en la cúspide divididas entre las que las areolas se hunden. Las 1-3 espinas centrales parduzcas a grisáceas suelen ser ganchudas y de 2 centímetros de largo. Las hasta 10 espinas radiales son curvadas, de color marrón y tienen una longitud de hasta 1,7 centímetros. Las flores son de color blanco o  púrpura al rosa brillante de 1,8 a 2 centímetros de largo y el mismo diámetro. Los frutos son esféricos e inicialmente verdes, luego rojizos y de hasta 5 milímetros de tamaño.

## Hábitat
Es una especie críptica. Crece enterrado en suelos rocosos en los pastizales de alta montaña.

## Usos

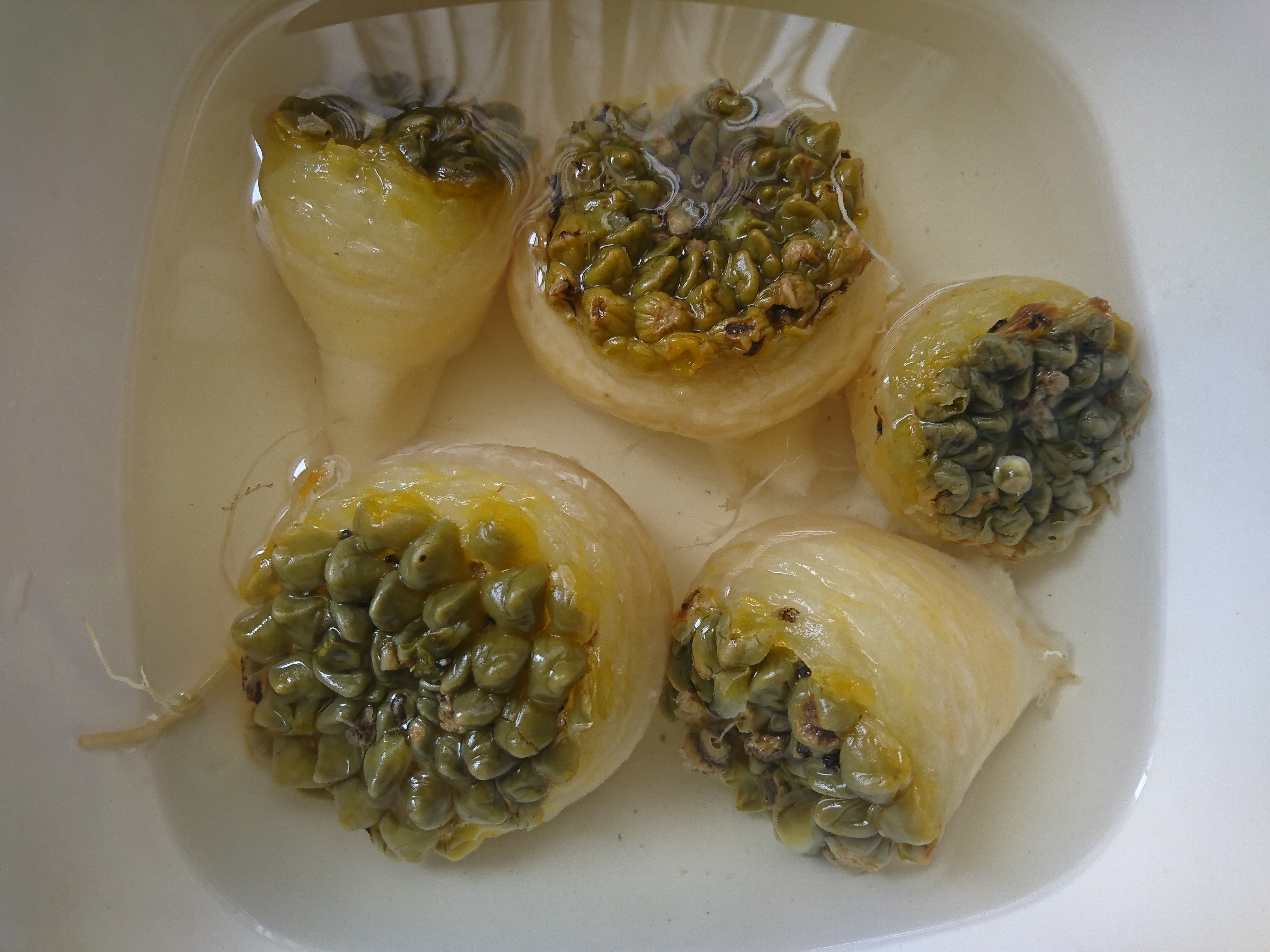
Neowerdermannia vorwerkii cocida y remojada para su posterior preparación en gastronomía.

### Argentina
En Jujuy, Argentina, este cactus se consume como un sustituto de la patata. En particular, se utiliza para preparar platos especiales para la celebración de ciertas festividades.[cita requerida]

### Bolivia
En las ciudades de Oruro y Potosí en Bolivia este cactus conocido como achakana es parte de la dieta de la población siendo consumido por sus propiedades medicinales y también como parte del plato tradicional Ají de achakana, característico de la Fiesta de Todos Santos en Potosí. El cactus y su raíz completa son vendidos cocidos y con los espinos retirados para su consumo en la ciudad de Oruro.

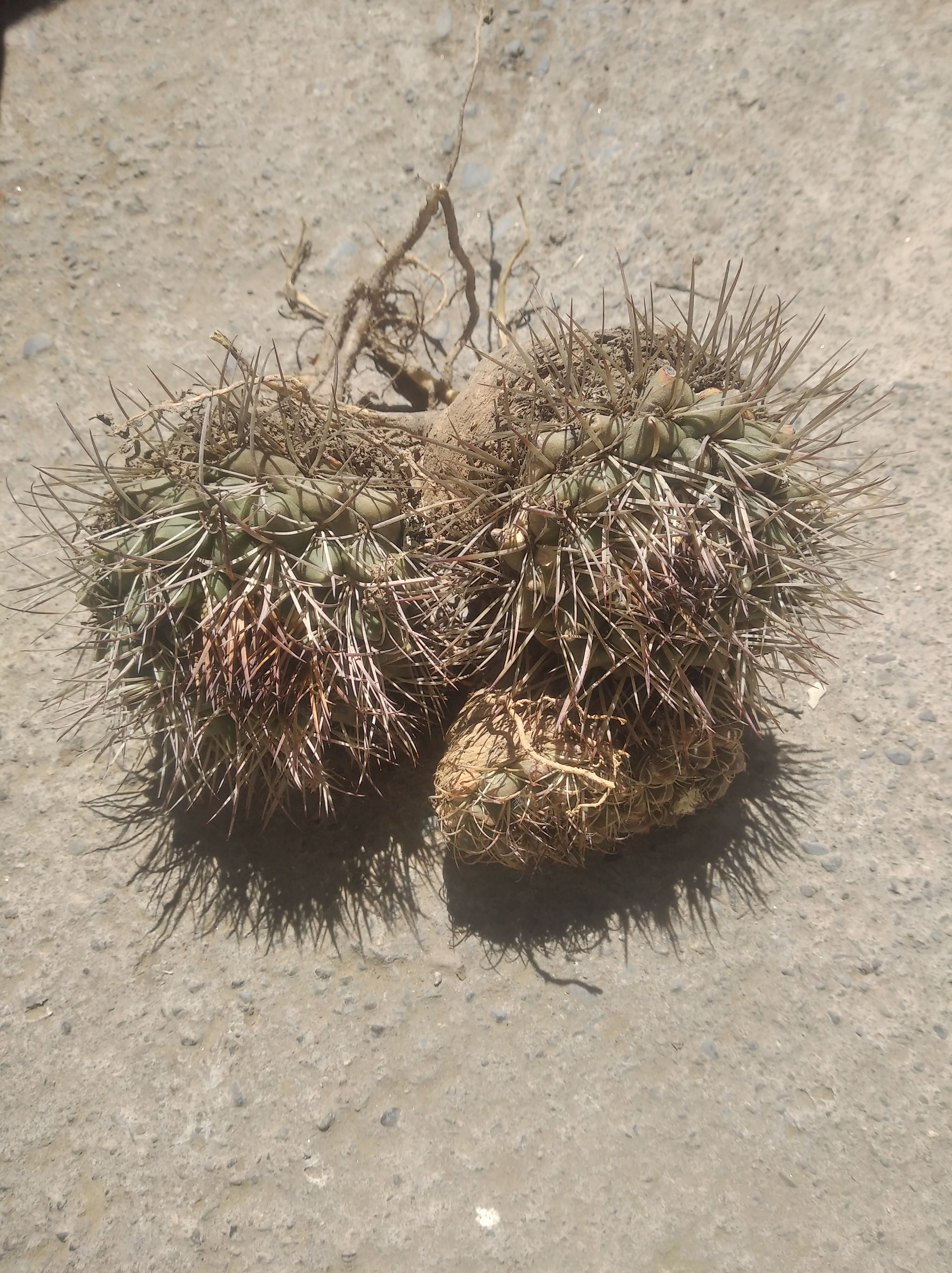
Achakana recién cosechada.

## Taxonomía
Neowerdermannia vorwerkii fue descrito por Alberto Vojtěch Frič y publicado en Kaktusář; odborný mĕsičnik 1: 85. 1930.
Etimología
Neowerdermannia: nombre genérico que significa "nueva Werdermannia
vorwerkii: epíteto
Sinonimia
- Weingartia vorwerkii (Frić) Backeb.[7]